# Фрувейн, Мартин
Мартин Фрувейн из Подоли (чеш. Martin Fruwein z Podolí; умер 7 июня 1621, Прага, Чешское королевство) — чешский политический деятель, мещанин из Праги. Примкнул к антигабсбургскому восстанию 1618 года, стал членом Директории. После поражения был приговорён к смерти за измену, оскорбление величества и подстрекательство народа к мятежу. Погиб до казни, упав из окна тюрьмы в ров. 21 июня тело Фрувейна принесли на эшафот на Староместской площади и четвертовали. 

## Биография
Мартин Фрувейн родился в Силезии (дата рождения неизвестна), в 1597 году переехал в Прагу и стал адвокатом в Старе-Месте. Некоторое время он состоял на службе у Петра Вока из Рожмберка, на этом жизненном этапе перешёл из католичества в религию чешских братьев, стал дефензором (официальным защитником прав некатолического населения Чехии). В 1618 году Фрувейн оказался в числе вождей сословной оппозиции, решившей выступить против попыток рекатолизации Чехии. Он участвовал в собрании в доме Альбрехта Яна Смиржицкого, на котором, по-видимому, было решено выбросить из окна королевского дворца наместников (22 мая), на следующий день принимал участие в дефенестрации. Фрувейн стал членом нового правительства (Директории), в 1619 году получил от нового короля Фридриха Пфальцского должность придворного судьи и дворянство.
После разгрома восстания в конце 1620 года Фрувейна арестовали и подвергли пыткам. В мае 1621 года его приговорили к урезанию языка, отсечению головы и четвертованию, но и после этого продолжили допрашивать — в том числе под пытками. 7 июня, когда Фрувейна, содержавшегося в Белой башне Пражского Града, в очередной раз привели на допрос, он попросился в уборную, а там выпрыгнул из окна и разбился насмерть, упав в Олений ров. Губернатор Чехии и глава судебной комиссии Карл фон Лихтенштейн написал императору Фердинанду II, что узник покончил с собой, так как был в страхе и отчаянии; император приказал привести в исполнение приговор над его мёртвым телом. 21 июня 1621 года, когда казнили руководителей мятежа, труп Фрувейна принесли на эшафот и разрубили на куски. Его голову выставили на всеобщее обозрение на пражском Конном рынке.
В 2011 году на брусчатке Староместской площади появился крест, ставший знаком памяти о Мартине Фрувейне. Он стал 28-м (память о 27 казнённых была увековечена ещё раньше).